# إدسون سيلفا (لاعب كرة قدم أنغولي)
إدسون سيلفا هو لاعب كرة قدم أنغولي، ولد في 10 سبتمبر 1992 في لواندا في أنغولا. لعب مع نادي كايالا الترفيهي.

## وصلات خارجية
- إدسون سيلفا على موقع قاعدة بيانات كرة القدم.إي يو (الإنجليزية)
- إدسون سيلفا على موقع قاعدة بيانات كرة القدم.إي يو (الإنجليزية)
- إدسون سيلفا على موقع Soccerway.com (الإنجليزية)